# 막걸리

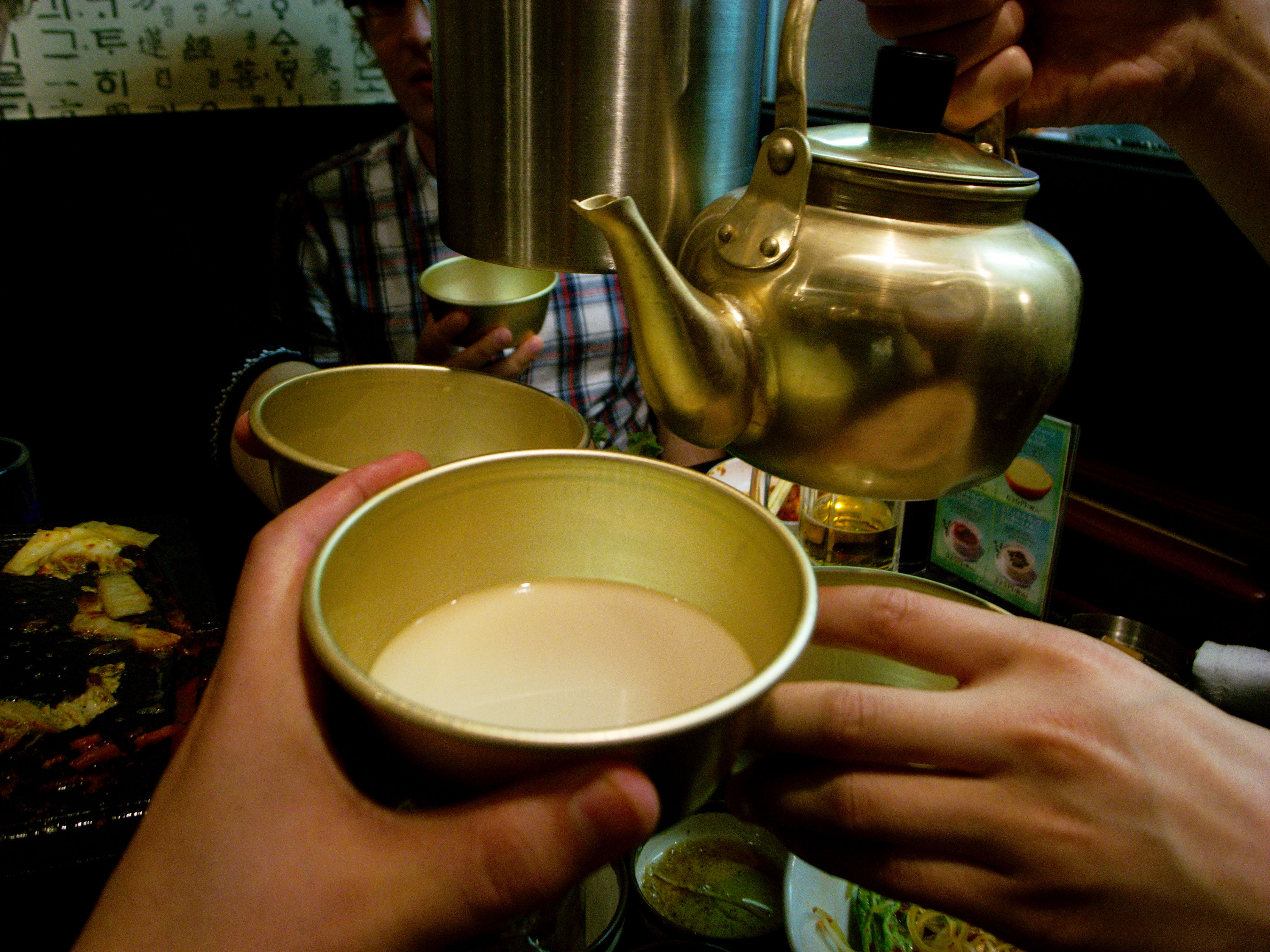
막걸리를 따르고 있는 모습

막걸리는 한국의 전통주이다. 탁주(濁酒)나 농주(農酒), 재주(滓酒), 회주(灰酒), 백주(白酒)라고도 한다. 보통 쌀이나 밀에 누룩을 첨가하여 발효시켜 만든다. 쌀 막걸리의 경우 쌀을 깨끗이 씻어 고두밥을 지어 식힌 후, 누룩과 물을 넣고 수일 간 발효시켜 체에 거르는 과정으로 만든다.
발효할 때에 알코올 발효와 함께 유산균 발효가 이루어진다. 막걸리의 알코올 도수는 4~18% 정도로 다양하다. 찹쌀·멥쌀·보리·밀가루 등을 쪄서 식힌 다음 누룩과 물을 섞고 일정한 온도에서 발효시켜 술 지게미를 걸러 만든다. 이때 술지게미를 거르지 않고 밥풀을 띄운 것을 동동주라고 한다.

## 이름
막걸리라는 이름은 ‘막+거르-+-이’의 합성으로, ‘지금 막(금방) 거른 술’이라는 뜻과 ‘마구(박하게) 거른 술’이라는 뜻이라는 두 가지 설이 있다. 흐린 모습 때문에 '탁주'나 '탁배기'라고도 불리며, 오랫동안 놔두면 침전물이 가라앉아서 청주가 된다.농가에서 농사 지을 때 마셨다고 하여 '농주'라고도 부른다.

## 상세
막걸리는 다른 주류에 비해 함유한 영양성분이 상대적으로 많은 편이다. 필수아미노산인 라이신·트립토판·페닐알라닌·메티오닌, 비타민 B군(비타민 B1·B2·B6·나이아신·엽산)과 비타민 C, 젖산·주석산·사과산·구연산·알코올·에스테르·산·알데히드 등등이 들었다.
막걸리를 빚으며 발효를 도우려고 첨가하는 누룩은, 국(麴누룩 국)이라고도 한다. 곡물의 반죽에 누룩곰팡이를 띄운 것을 일컫는다. 6~70년대 이 누룩의 획일화와 대량생산으로 현재에 이르러 막걸리는 보통 특유의 신맛과 단맛이 난다고 흔히 알지만, 과거에는 그렇지 않았다. 또한 누룩의 종류에 따라 약간씩 막걸리 맛 차이가 생긴다.
유통의 경우, 과거에는 효모균의 발효가 지속되어 신맛이 더해져 양조장에서 일정거리 이상 유통이 어려웠다. 물론 영세한 양조장인 경우 현재에도 비슷한 상황이지만, 대형 양조장인 경우 현재에는 어디나 같은 맛을 내는 막걸리를 생산·유통한다.
과거 생(生)막걸리 위주의 유통에서 벗어나 효모 및 기타 미생물을 살균 처리하는 살균 과정을 도입하여, 막걸리의 전국 유통에 많은 도움을 주었다. 다만 살균 막걸리인 경우 생막걸리에 비해 맛과 향이 떨어진다는 지적이 있으며 막걸리의 주요 장점인 유산균이 모두 사라진 상태이다.
최근 막걸리는 현대인들의 입맛에 맞춰 인삼이나 과일 등 다양한 재료를 첨가하거나, 신맛을 줄이는 연구 등 다양한 소비계층에 다가서고자 노력한다. 또한 2009년 막걸리 열풍과 함께 더욱 다양한 제품을 출시했으며, 매출도 상당히 증가했다. 하지만 한편으로 이에 편승한 일부 불량한 제조·유통 업자 문제가 있다.

## 역사
막걸리는 한국에서 가장 오래된 술이다. 멥쌀, 찹쌀, 보리쌀 등 곡류로 빚기 때문에 삼국 시대 이전 농경이 이루어진 시기부터  존재했을 것으로 추정된다. 막걸리는 삼국 시대부터 양조되어 왔으며, 13세기 고려 시대 서적인 《제왕운기》에는 유화가 해모수가 준 술에 취해 결국 주몽을 잉태하였다는 이야기가 있는데 이 술이 막걸리로 여겨진다.
한반도에는 청주를 언급한 다른 초기 기록들이 많이 있다. 고려에서 편찬된 《삼국유사》의 〈가락국기〉에서 661년 가야 수로왕의 17대 후손을 위해 신라에서 요례(醪醴, 청주)를 빚어 주었다고 언급한다. 일본 아스카 시대 고사기의 오진 천황 장에는 백제의 인번(仁番)이라는 사람이 양조법을 전파하였다는 언급이 있다. 당나라 시인 이상은이 쓴 공자시(公子時)에는 신라주(新羅酒)가 멥쌀로 빚어졌다는 내용도 있다. 《삼국사기》, 《삼국유사》에 ‘미온(美醞)’, ‘지주(旨酒)’, ‘료예(醪醴)’ 등 막걸리로 추정할 수 있는 내용들이 확인된다.
고려시대에 막걸리는 배꽃이 피었을 때 만들어졌기 때문에 이화주라고 불렸다. 이것은 그 무렵 한국의 많은 지역사회에서 특별한 의식에서 밤새도록 술과 춤을 추는 전통과 관련이 있었다. 막걸리는 수세기 동안 집에서 양조되었고, 시골 노동자 계층의 음료로 여겨졌다. 이규보의 《동국이상국집》등 당대 문인들의 문집에도 막걸리로 추측되는 ‘백주(白酒)’ 등의 용어가 확인된다.
조선시대에는 《춘향전》, 《광재물보》에서는 ‘목걸리’, ‘막걸니’ 등 한글로 표기된 막걸리를 찾아볼 수 있으며, 《규합총서》, 《음식디미방》을 비롯한 각종 조리서에서도 막걸리 만드는 방법을 확인할 수 있다.
1960년대와 1970년대에 한국에서 가장 많이 소비된 알코올 음료인 막걸리는 1970년대에 수입 알코올 음료의 증가로 인기를 잃기 시작했다. 국가 식량 부족으로 인해 이 기간 동안 정부가 시행한 쌀 배급제는 막걸리를 쌀 대신 보리와 밀로 만들어 판매량의 급격한 감소를 초래했다. 막걸리가 값싸고 구식이기 때문에, 많은 막걸리 회사들이 대량생산에 나서면서, 판매자들은 품질보다는 양산에 중점을 두었다. 이 과정에서, 청주는 보통 전통 누룩 대신에 비전통적으로 제조된 발효 시트로 양조된다. 그것은 또한 물로 희석된다.
21세기에 막걸리는 도시 지역과 젊은 세대 사이에서 다시 선호도가 증가하고 있다. 막걸리의 영양성분과 낮은 도수, 그리고 최근 수십 년 동안 문화 전통에 대한 관심이 커지며 막걸리는 다시금 부상하고 있다. 2021년 대한민국 문화재청에서는 '막걸리 빚기'를 국가무형문화재 신규 종목으로 지정했는데, 국민의 제안을 수용하여 지정된 첫 번째 사례이다. 21세기에 들어 UNESCO 세계무형문화유산으로 등재하기 위한 노력이 이루어지고 있다.

## 해외

### 일본
한국에서는 막걸리가 서민들이 쉽게 마시는 술이지만, 일본에서는 건강에 좋은 고급 술로 알려져 있다. 음식점에서도 한 병에 1800엔(한국 돈으로 2만 원 정도)정도에 판매하고 있다. 일본인들은 막걸리를 김치나 찌개 같은 매운 음식과 궁합이 맞다 생각하고 즐겨 마신다. 일본에 진출한 한 유명 막걸리 업체는 최근 기업 로고와 라벨을 세련되게 바꾸고 공중파 방송에 광고도 하고, 새로운 상품 개발에도 힘쓰고 있다. 2010년 경기도는 일본 내 막걸리 시장의 80%를 점유하고 있는 (주)이동JAPAN, 국내 유력 막걸리 제조업체인 (주)이동주조와 경기미 막걸리를 일본으로 수출하는 협약을 맺기도 하였다.

### 영어권
막걸리 역시 다른 한국 음식과 마찬가지로 Makgeolli, Makuly 등 다양한 영문표기가 혼용되고 있다. 막걸리를 일본식 탁주인 "니고리자케 (にごり酒)"로 영문 표기, 브랜드화 하여 미국에 수출하고 있는 업체도 있다. 그리고 Pure Unfiltered Sake(거르지 않은 사케)라는 설명을 담고 korea rice wine으로 표기하기도 한다.
공식 표기가 정해지지 않은 다른 음식과 마찬가지로, 공식 표기를 정하여 소모적 논쟁을 줄일 필요가 있다고도 한다.
농림수산식품부는 막걸리를 외국인에게 가장 쉽게 설명할 수 있는 문안으로 ‘코리안 라이스 와인(Korean Rice Wine)’을 발표하였고, 막걸리에 대한 세계화를 촉진하기 위해 실시한 "막걸리 영문 애칭 공모"에서는 '드렁큰 라이스(Drunken Rice, 술에 취한 쌀)'라는 표기가 외국인 입장에서는 ‘쌀로 만든 술’이라는 것을 쉽게 이해할 수 있다는 점에서 1위로 선정되었다. 그러나 '술에 취한 쌀'이라는 우스꽝스런 표현 때문에 한식 세계화라는 당초 취지에 역행하고, 결국 국제적 망신거리가 될 수도 있다는 목소리가 크다.

## 생산
‘막걸리 빚기’는 오랜 역사를 가지고 한반도 전역에서 전승·향유되고 있다는 점, 삼국 시대부터 각종 고문헌에서 막걸리 제조방법과 관련된 기록이 확인되는 점, 식품영양학, 민속학, 역사학 등 다양한 학문 분야의 학술연구 자료로서의 가능성이 높다는 점, 농요·속담·문학작품 등 막걸리 관련 문화를 통해 한국문화를 심도 있게 이해할 수 있다는 점, 전국에 분포한 양조장을 중심으로 막걸리의 각 지역별 특색이 뚜렷한 점, 현재에도 생산 주체, 연구 기관, 일반 가정 등 다양한 전승 공동체를 통하여 막걸리를 빚는 전통지식이 전승·유지되고 있는 점에서 국가무형문화재로 지정할 가치가 있다고 평가받아 2021년 국가무형문화재로 지정되었다.

### 가정
조선 시대까지 막걸리는 집집마다 가양주(家釀酒)로 빚어 집안 특유의 술맛을 유지해 왔으며, 김치, 된장과 같이 각 가정에서 직접 만들어 먹던 발효음식 중 하나였다. 근대 이후 일제강점기에 주세법이 강화되며 가양주가 밀주로 단속의 대상이 됨에 따라 양조장 막걸리가 일반화되고 재료가 변화하기도 하였지만, 시대적 상황에 적응하면서 그 명맥을 유지해왔다. 2000년대 이후에는 막걸리 열풍이 불면서 자가 제조도 증가하고 있다.

### 상업
대량 생산되는 막걸리는 전통적인 누룩 대신 공장제 발효제로 양조되며, 물에 희석되고 아스파탐 등의 첨가물도 첨가된다. 이렇게 하면 누룩을 넣지 않고도 알코올을 달콤하게 만들 수 있고, 유통기한도 길어진다. 과일이나 인삼 향이 첨가되는 경우도 있다. 인공 첨가제가 없는 전통적인 방법으로 새로운 고급 막걸리를 생산하기도 한다. 2017년 기준으로 대한민국에는 최소 700개의 소규모 양조장이 설립됐다.
| 년도 | 판매량                        |
| ---- | ----------------------------- |
| 2005 | 166,319 kL (5,873,500 cu ft)  |
| 2006 | 170,165 kL (6,009,300 cu ft)  |
| 2007 | 172,342 kL (6,086,200 cu ft)  |
| 2008 | 176,398 kL (6,229,400 cu ft)  |
| 2009 | 260,694 kL (9,206,300 cu ft)  |
| 2010 | 412,269 kL (14,559,100 cu ft) |
| 2011 | 458,198 kL (16,181,100 cu ft) |
| 2012 | 448,046 kL (15,822,600 cu ft) |
| 2013 | 426,216 kL (15,051,700 cu ft) |
| 2014 | 430,896 kL (15,216,900 cu ft) |
| 2015 | 416,046 kL (14,692,500 cu ft) |

## 소비

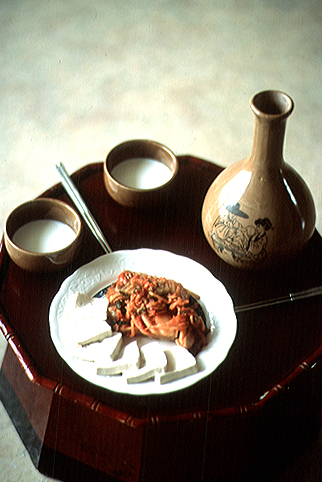
막걸리와 두부김치

막걸리는 보통 차갑게 해서, 병에 담긴 채로 제공되거나 국자와 함께 사발에 제공된다. 마시기 전에 국자로 젓거나, 뚜껑을 열지 않은 상태에서 병을 여러 번 부드럽게 뒤집어서 침전물을 섞는다. 이후 컵이 아닌 작은 그릇에 부어 마신다. 이는 막걸리를 가만히 놔두면 바닥으로 내려가는 흐린 흰색 부분과 위로 올라가는 맑고 옅은 노란색 액체로 분리되는 경향이 있기 때문이다.
막걸리는 파전, 해물파전, 빈대떡 등 부침개와 함께 나오는 경우가 많다. 한국인은 보통 막걸리를 부침개와 함께 먹는다. 과일 칵테일을 만들기 위해 막걸리를 망고, 파인애플과 같은 과일과 얼음과 섞기도 하고, 사이다와 막걸리를 섞어 ‘막사’라는 간단한 칵테일을 만들기도 한다. 막걸리와 꿀을 섞은 것을 꿀막걸리라고 한다.
발효 과정에서 존재하는 미생물로 인해 막걸리는 유익균을 함유한다. 막걸리는 비타민, 아미노산, 섬유질뿐만 아니라 락토바실루스 같은 높은 수준의 젖산균을 함유하고 있다. 1.9%의 단백질 함량을 가진 막걸리는 신진대사를 늘리고, 피로를 완화하며, 안색을 개선시킨다고 알려져 있다.

## 비슷한 음료
동동주는 막걸리와 매우 비슷한 음료로, 약간 더 크림같고, 쌀알을 거르지 않아 쌀알이 떠다닌다. ‘동동’은 떠다니는 작은 물체의 의태어이다. 이화주는 배꽃이 피는 계절에 쌀 누룩으로 빚은 술로, 되직해서 숟가락으로 떠먹기도 한다. 단술은 발효가 덜 된 막걸리와 비슷한 음료로, 단맛이 강하다.
중국의 추주(稠酒)와 일본의 니고리자케는 막걸리와 비슷한 청주다

## 갤러리

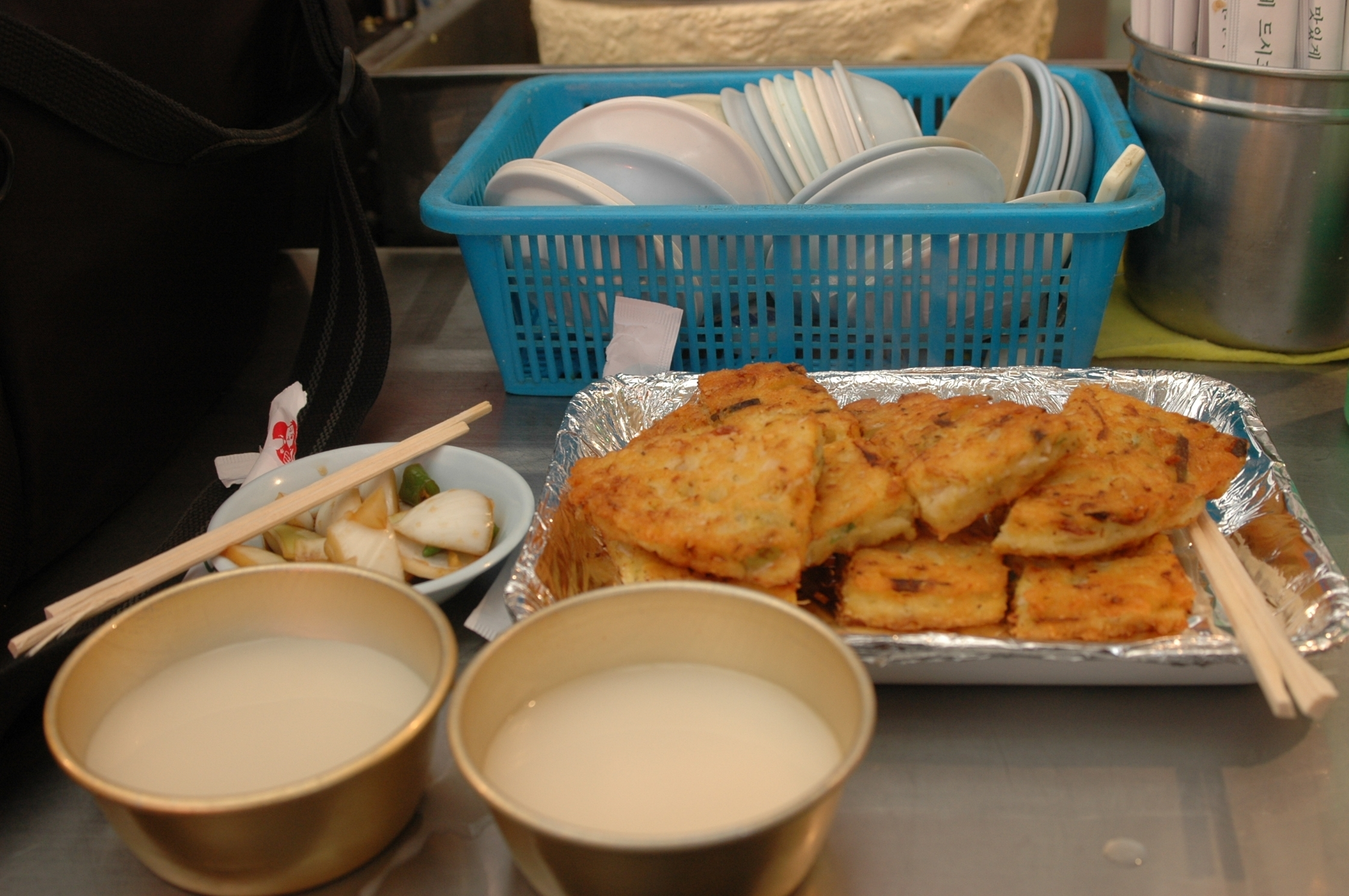
막걸리와 빈대떡
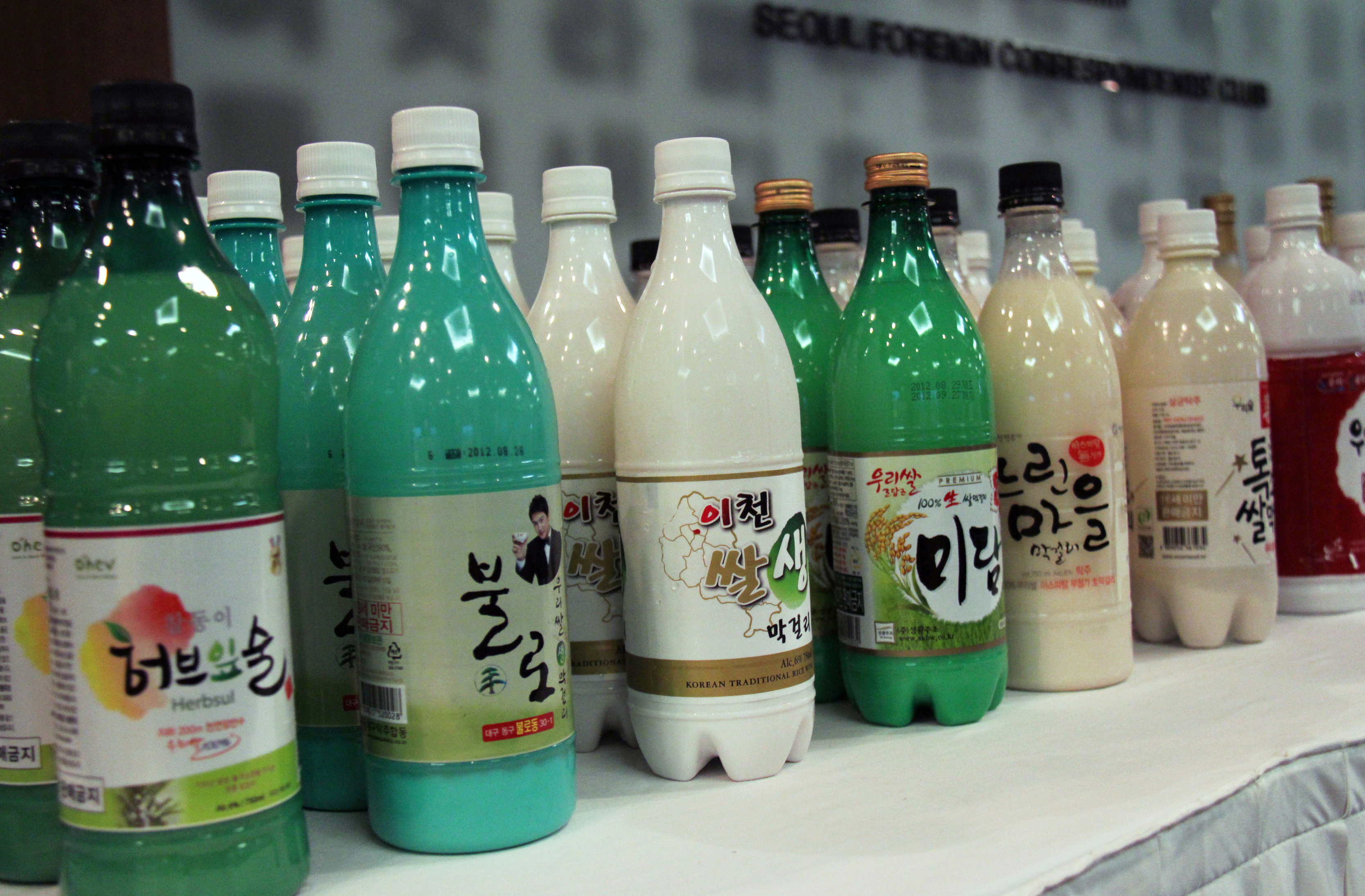
다양한 종류의 막걸리들

## 같이 보기
- 동동주
- 소주
- 맥주
- 탁주
- 샴페인